# Grabów nad Wisłą
Grabów nad Wisłą (prononciation : [ˈɡrabuf ˌnad ˈviswɔ̃]) est un village polonais de la gmina de Przyłęk dans le powiat de Zwoleń de la voïvodie de Mazovie dans le centre-est de la Pologne.

## Histoire
De 1975 à 1998, le village appartenait administrativement à la voïvodie de Radom.